# Fartulum orcutti
Fartulum orcutti är en snäckart som först beskrevs av Dall 1885.  Fartulum orcutti ingår i släktet Fartulum och familjen Caecidae. Inga underarter finns listade i Catalogue of Life.